# Ksénia Sobtxak
Ksénia Anatólievna Sobtxak (en rus, Ксения Анатольевна Собчак; Leningrad, 5 de novembre de 1981) és una política, periodista i actriu russa. Sobtxak es va donar a conèixer al gran públic com a presentadora del programa de telerealitat Dom-2 al canal rus TNT. També és presentadora del canal de televisió independent Dozhd. És filla del primer alcalde elegit democràticament de Sant Petersburg, Anatoli Sobtxak, i de la senadora russa Liudmila Nàrussova.
Sobtxak va ser la candidata d'Iniciativa Cívica per a les eleccions presidencials russes de 2018.